# پتار ناوموسکی
پتار ناوموسکی (مقدونی: Петар "Пеце" Наумоски؛ زادهٔ ۲۷ اوت ۱۹۶۸) بازیکن بسکتبال اهل مقدونیه شمالی است.

## حرفه
از باشگاه‌هایی که در آن بازی کرده‌است می‌توان به باشگاه بسکتبال اسپلیت اشاره کرد.